# 1991 en basket-ball
Chronologie du basket-ball
1990 en basket-ball - 1991 en basket-ball - 1992 en basket-ball
Les faits marquants de l'année 1991 en basket-ball.

## Récapitulatifs des principaux vainqueurs de compétitions 1990-1991

### Masculins
| Europe - Allemagne : Leverkusen - British BL : Kingston - Belgique : RC Malines - Bulgarie : BK CSKA Sofia - Espagne : Joventut Badalona - Coupe d'Europe : PAOK Salonique - Euroligue : Pop 84 Split - France : Olympique d'Antibes - Géorgie : - - Grèce : Aris Salonique - Hongrie : - - Islande : KR Reykjavík - Israël : Maccabi Tel-Aviv - Italie : Phonola Caserta - Coupe Korać : Pallacanestro Cantù - Norvège : - - Pays-Bas : BC Den Helder - Pologne : Śląsk Wrocław - Portugal : Benfica - Suède : Södertälje BBK - Suisse : Vevey - Tchécoslovaquie : VŠ Prague - Turquie : Fenerbahçe SK - URSS : Kalev Tallinn - Yougoslavie : KK Split | Amériques - Argentine : GEPU San Luis - Brésil : Franca - CBA : Wichita Falls Texans - NBA : Chicago Bulls - NCAA : Duke Blue Devils - Uruguay : Atlético Cordón - USBL : Philadelphia Spirit - Venezuela : Marinos de Oriente | Afrique, Asie, Océanie - Coupe d'Afrique : Jeanne d'Arc - Angola : CD 1° de Agosto - Australie : Perth Wildcats - Maroc : BMCI Basket Club - Nouvelle-Zélande : Hutt Valley Lakers |

### Féminines
| Europe - Allemagne : DJK Agon 08 Düsseldorf - Belgique : BCSS Namur - Espagne : CB Godella - Coupe des clubs champions : Unicar Cesena - France : Challes-les-Eaux - Hongrie : - - Italie : SFT Côme - Pays-Bas : BV Den Helder - Pologne : PZU Polfa Pabianice - Coupe Ronchetti : Gemeaz-Cusin Milan - Suède : Arvika Basket - Tchécoslovaquie : SCP Ružomberok - Turquie : - - URSS : Dynamo Kiev (basket-ball) | Amériques - Argentine : - - Brésil : - - Canada : - - NCAA : Tennessee Titans | Afrique, Asie, Océanie - Australie : Hobart Islanders |

## Récompenses des joueurs enNBA

### Meilleur joueur de la saison régulière  (MVP)
| - Michael Jordan, Chicago Bulls |

### Meilleur joueur de la finale NBA
| - Michael Jordan, Chicago Bulls |

### Concours de Dunk: (Slam Dunk Contest)
| - Dee Brown, Boston Celtics |

### Concours de 3 points: (Three-point Shootout)
| - Craig Hodges, Chicago Bulls |

## Naissance
- 7 février : Ovie Soko, joueur britannique de basket-ball.
- 18 août : Liz Cambage, joueuse australienne de basket-ball.